# 케이티 페리
케이티 페리(영어: Katy Perry, 1984년 10월 25일 ~ )는 미국의 작곡가, 가수, 배우로 본명은 캐서린 엘리자베스 허드슨(영어: Katheryn Elizabeth Hudson)이다. 페리는 어린 시절부터 부모님의 교회에서 노래를 불러오며 자랐다. 10대 때부터 가스펠 음악을 시도하며 경력을 쌓기 시작했다. 레드 힐 레코드와 계약을 맺고 2001년 데뷔 앨범 《Katy Hudson》을 발매했으나, 상업적으로 실패했다. 레드 힐에서 나온 후 팝송으로 노선을 변경한 뒤 로스앤젤레스로 갔다. 이후 아일랜드 데프 잼 뮤직 그룹과 컬럼비아 레코드에서 앨범 준비를 하고 있었으나, 발매하지 못한 채 회사에서 나오게 되었다. 2007년 4월에는 캐피틀 레코드와 계약을 맺었다.
2008년 동성애를 주제로 삼아 논란을 일으킨 싱글 〈I Kissed A Girl〉과 다음 싱글 〈Hot n Cold〉, 그리고 페리의 두 번째 정규 앨범 《One of the Boys》를 발매하며 유명세를 얻기 시작했다. 2010년에는 세 번째 정규 앨범 《Teenage Dream》을 발매해 처음으로 빌보드 200 1위에 올랐다. 앨범의 싱글인 〈California Gurls〉, 〈Teenage Dream〉, 〈Firework〉, 〈E.T.〉, 〈Last Friday Night (T.G.I.F.)〉까지 모두 빌보드 핫 100 1위에 올라 마이클 잭슨의 《Bad》 이후 20여 년 만에 한 앨범에서 다섯 장의 싱글이 연속으로 1위를 하는 기록을 세웠다. 2012년 3월에는 리패키지 앨범 《Teenage Dream: The Complete Confection》을 발매해 싱글 〈Part of Me〉는 1위, 〈Wide Awake〉는 2위에 올려놓았다. 2013년에는 네 번째 정규 앨범 《Prism》을 발매했다. 싱글 〈Roar〉와 〈Dark Horse〉의 뮤직비디오 모두 10억 건의 조회수를 넘기면서 10억 이상 조회수 뮤직비디오를 두 개 가진 최초의 음악가가 되었다. 〈Dark Horse〉는 조회수를 21억회를 기록하고 있다. 페리는 밝은 색상과 음식을 주제로 한 패션, 그리고 특이하고 유쾌한 컨셉으로 잘 알려져 있다. 또한 콘서트 공연은 정교하고 특색있는 무대 장치와 의상으로 이루어져 있다.
페리는 여러 시상식 수상, 기네스북과 《포브스》에 2011년부터 2015년까지 연속으로 최고 수익을 올린 여성 음악가 순위에 포함되는 등 각종 기록을 보유하고 있다. 페리는 현재까지 세계적으로 1,100만 장의 앨범과 8,100만의 싱글 판매량을 기록하고 있다. 퍼르, 미아우, 킬러 퀸 향수를 출시하는 등 사업을 하고 있기도 하다. 2010년에는 영국의 배우이자 코미디언 러셀 브랜드와 결혼식을 올렸으나, 짧은 결혼 생활 끝에 2012년에 이혼했다. 2012년 7월에는 자선 다큐멘터리 《케이티 페리: 파트 오브 미》가 개봉되었다.

## 젊은 시절
케이티 페리는 캘리포니아주 산타바바라에서 캐서린 엘리자베스 허드슨이라는 이름으로 태어났다. 아버지는 오순절교 목사 키이스 허드슨, 어머니는 메리 크리스틴 페리이다. 부모님들은 어린 시절부터 하느님을 믿어온 기독교인들이다. 페리는 영국, 독일, 아일랜드, 포르투갈계 혈통을 가졌다. 영화감독 프랭크 페리의 조카이기도 하다. 페리는 세 자녀 중 둘째로, 언니 안젤라 허드슨과 남동생 데이비드 허드슨이 있다. 데이비드는 가수를 하고 있다. 부모님들이 산타바바라에 다시 돌아와 교회를 세우기 전까지 페리는 3살부터 11살까지 전국 각지를 옮겨 다니며 자랐다. 초등학교 시절에는 애리조나의 파라다이스 밸리 기독교 학교와 캘리포니아의 산타바바라 종교 학교와 같이 종교 학교와 캠프를 다녔다. 페리의 집안은 경제적으로 어려움을 겪었는데, 푸드 스탬프를 지원받아 사용하기도 했고 부모님 교회의 신도들을 위한 푸드 뱅크에서 밥을 먹기도 했다.
페리와 형제들은 시리얼의 일종인 "럭키 참스(Lucky Charms)"를 먹을 수 없었는데, "luck"이라는 단어가 루치펠을 떠오르게 한다고 배웠기 때문이었다. 또 데빌드 에그를 "엔젤드 에그(angeled eggs)"라고 불렀다. 페리는 주로 가스펠 음악을 들으며 자랐다. 어느 날 페리는 친구가 가지고 있던 CD를 몰래 들었는데, 이때 대중 음악을 처음 접했다. 당시 종교적인 이유로 정밀하게 살펴보지는 않았는데, 페리는 "자제력과 겸손함을 위해 계속 기도했었다"라고 말했다. 이후 언니 안젤라를 따라 페리는 언니의 카세트 테이프를 사용해 노래를 시작했다. 부모님 앞에서 노래를 부르고 나서는 보컬 수업 받는 것을 제안했다. 페리는 9살때 보컬 트레이닝을 시작했고 9살부터 17살때까지 부모님이 운영하는 교회에서 노래를 불렀다. 13살 생일때는 처음으로 기타 선물을 받았다. 그리고 페리가 작곡한 노래를 사람들 앞에서 당당하게 부르기도 했다. 페리는 커가면서 전형적인 캘리포니아 소녀와 같이 변했는데, 10대때 롤러스케이팅, 스케이트보드, 서핑을 즐겼다. 데이비드는 페리의 청소년기를 말괄량이 같았다고 말했다. 페리는 스윙댄스, 린디 합, 지르박과 같은 댄스 수업을 받기도 했다.

## 경력

### 1999–2007: 경력의 시작
페리는 15살이 되던 고등학교 1학년 때 종합 교육 개발 (GED) 시험 조건들을 모두 완료하고 음악적 경력을 위해 도스 푸에블로 고등학교로 전학했다. 또한 산타바바라 서부 음악 아카데미에 등록해 잠시 동안 이탈리아어 오페라 공부를 했다. 페리가 노래를 부르던 중 록 음악가 스티브 토마스와 제니퍼 냅의 눈에 띄어 테네시주 내슈빌로 떠나 작곡하는 법을 더 배웠다. 내슈빌에서 작곡을 하며 데모 녹음을 진행했고 기타 치는법도 배워나갔다. 이후 레드 힐 레코드와 계약을 맺고 《Katy Hudson》이라는 제목의 CCM 앨범을 내며 데뷔했다. 앨범은 2001년 3월 6일 발매되었고, 앨범을 홍보하기 위해 The Strangely Normal Tour라는 제목의 투어를 돌기도 했다. 《Katy Hudson》은 평론가들로부터 긍정적인 평을 받긴 했지만, 12월 앨범 생산을 중단하기 전까지 200장을 팔며 상업적으로 실패를 거뒀다. 실패를 맛본 페리는 기존의 가스펠 장르 음악에서 세속 음악으로 노선을 변경한 뒤 17살때 로스앤젤레스로 향해 프로듀서 글렌 발라드와 함께 작곡을 시작했다. 2003년 기존의 이름이 여배우 케이트 허드슨과 혼동을 줄 수 있다는 판단하에 캐서린 페리라는 예명으로 활동을 시작했다. 나중에는 어머니의 처녀였을 적 성인 페리를 따와 케이티 페리라는 예명으로 활동한다.
2004년 페리는 발라드의 음반사이자 아일랜드 데프 잼 뮤직 그룹의 계열사 자바 레코드와 계약을 맺었다. 자바에서 솔로 앨범 작업을 시작했으나, 회사와 계약이 끝나면서 앨범 계획도 흐지부지되었다. 발라드는 컬럼비아 레코드의 경영진 팀 데이빈에게 페리를 소개시켜줬는데, 이로인해 컬럼비아와 계약을 맺을 수 있었다. 향후 2년 동안 데스몬드 차일드, 그렉 웰스, 부치 워커, 더 매트릭스, 맥스 마틴, 닥터 루크, 카라 디오가르디를 포함한 여러 작곡가들과 데뷔 앨범 준비를 했다. 그러던 중 데이빈은 더 매트릭스와 함께 그룹으로 활동하는 것을 제안했다. 앨범 작업이 막바지에 이르렀을 2006년 페리는 컬럼비아와 헤어졌다. 컬럼비아에서 나온 페리는 택시라는 작은 A&R 회사에서 작업을 진행했다.
페리는 본격적인 주목을 받기 전에 작은 성과를 이뤄냈다. 발라드와 함께 작업했던 곡 중 하나인 〈Simple〉은 2005년 영화 《청바지 돌려입기》의 사운드트랙으로 쓰였다. 2005 골든글로브상 최우수 오리지널 노래 수상작인 믹 재거의 노래 〈Old Habits Die Hard〉에 백 보컬로도 참여했다. 2004년 9월 《블렌더》에서는 페리를 "The Next Big Thing"으로 지목했다. 2006년에는 P.O.D.의 싱글 〈Goodbye for Now〉의 백 보컬로 참여했으며 뮤직비디오 끝 부분에 잠깐 출연했다. 같은 해 카본 립의 〈Learn to Fly〉와 짐 클래스 히어로즈의 〈Cupid's Chokehold〉 뮤직비디오에 출연했다.

### 2008–09: One of the Boys
컬럼비아와 헤어진 후 페리는 홍보부 간부로 있던 안젤리카 코브발러를 통해 버진 레코드의 사장 제이슨 플롬에게 데모를 전달했다. 플롬은 페리가 획기적인 스타가 될 것이라고 확신했고 2007년 4월 인수했던 레이블사 캐피톨 레코드와 계약을 맺게 해줬다. 레이블사에서는 페리가 기존에 만들어놨던 노래에 "강력한 한방"이 필요하다 생각해 닥터 루크와 함께 작업을 진행하게 했다. 페리와 닥터 루크는 공동 작곡 끝에 〈I Kissed a Girl〉과 〈Hot n Cold〉를 만들어냈다. 2007년 11월 음악 시장에 페리를 소개하는 것을 목표로 〈Ur So Gay〉의 뮤직비디오를 선보였다. 사람들의 관심을 이끌어내면서 이후 〈Ur So Gay〉의 디지털 EP가 발매되었다. 마돈나는 2008년 4월 《JohnJay & Rich》라는 라디오쇼에 출연해 "좋아하는 노래"라고 언급하면서 노래가 알려지는데 일조했다. 2008년 3월에는 《와일드파이어》의 "Life's Too Short"편에 클럽 가수로 카메오 출연했다. 6월에는 《더 영 앤 더 레스트리스》의 드라마 속 잡지 《Restless Style》에 표지 모델로 등장했다.

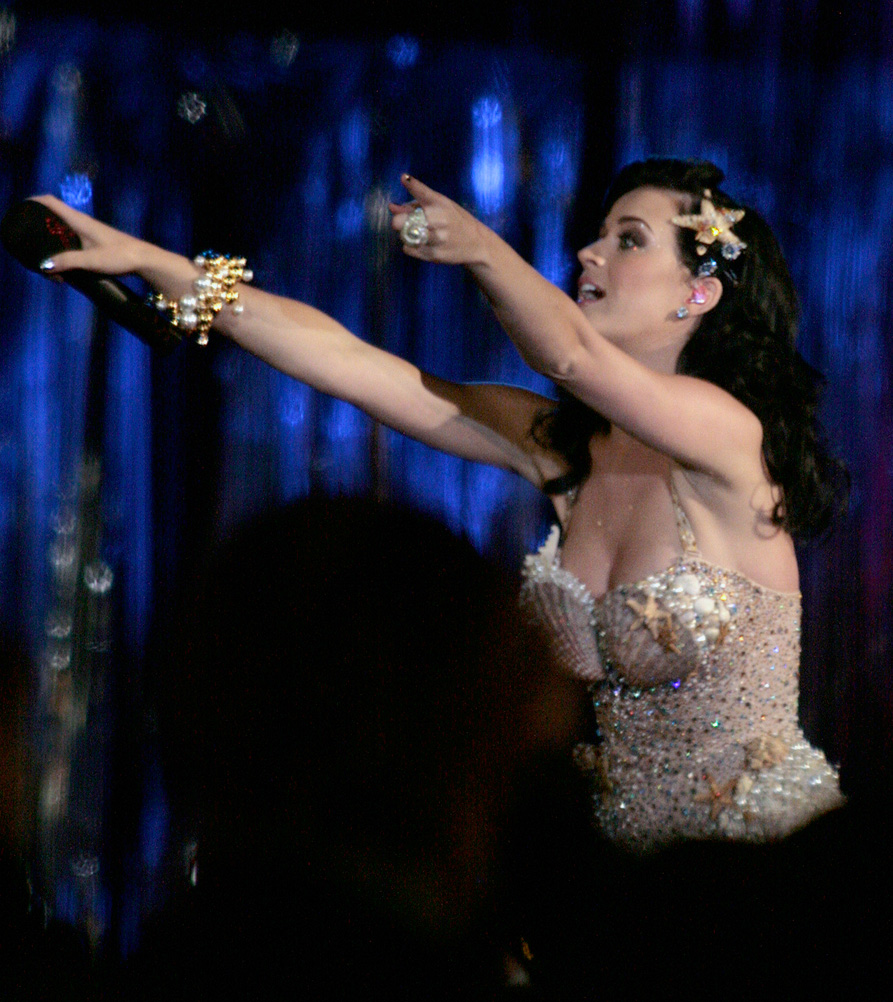
2009년 Life Ball에서 페리

2008년 4월 28일 캐피털을 통해 《One of the Boys》의 리드 싱글이자 첫 번째 싱글 〈I Kissed a Girl〉이 발매되었다. 노래는 빌보드 핫 100 1위에 올랐다. 6월 17일에는 두 번째 정규 앨범 《One of the Boys》가 발매되었는데, 평론가들로부터 호불호가 갈리는 평을 받았고 빌보드 200 9위까지 올랐다. 9월에는 두 번째 싱글 〈Hot n Cold〉가 발매되었다. 노래는 미국에서 9위, 독일, 캐나다, 네덜란드, 오스트리아에서는 정상에 올랐다. 2009년에는 후속 싱글 〈Thinking of You〉와 〈Waking Up in Vegas〉가 발매되었다. 이 싱글들은 핫 100 30위권에 진입했다. 2004년 더 매트릭스와 녹음해뒀던 데뷔 앨범은 페리의 성공으로 2009년 1월 27일 아이튠스를 통해 발매되었다.
2008년 페리는 Warped Tour에 출연했다. 2008년 11월에는 2008 MTV 유럽 뮤직 어워드 진행을 맡았고, 이 날 최우수 신인상을 받기도 했다. 2009년 1월부터 11월까지 《One of the Boys》 홍보를 위한 페리의 첫 월드 투어 Hello Katy Tour를 진행했다. 2009년 8월 4일에는 노다웃의 Summer Tour 2009에 하루만 오프닝 게스트로 무대에 올랐다. 2009년 11월 2009 MTV 유럽 뮤직 어워드에서 다시 한 번 진행을 맡게 되면서 최초로 2년 연속 진행을 맡은 인물이 되었다. 2009년 7월 22일에는 《MTV Unplugged》라는 제목의 라이브 앨범 녹음을 진행했다. 앨범에는 어쿠스틱으로 편곡한 《One of the Boys》에 수록된 다섯 곡과 〈Brick by Brick〉와 〈Hackensack〉라는 새로운 두 곡이 실렸다. 앨범은 11월 17일에 발매되었다. 이외에도 페리는 두 곡의 다른 음악가 노래에 참여했다. 2009년 9월 콜로라도 출신의 밴드 3OH!3의 노래 〈Starstrukk〉 리믹스 버전에 참여했으며, 2010년 1월 팀발랜드의 앨범 《Shock Value II》에 수록된 〈If We Ever Meet Again〉이라는 노래에 듀엣으로 참여했다. 케이티 페리는 데뷔 싱글과 그 이후 싱글 두 장 모두 200만 건 이상의 디지털 판매량을 기록하면서 "미국 디지털 차트의 최고 여자 가수 스타"로 기네스북에 등재되었다. 《빌보드》가 선정한 2000년대 최고의 핫 100 아티스트 순위에서는 51위에 선정되었다.
〈I Kissed a Girl〉은 종교 단체와 LGBT 단체 양쪽 전부 논란을 일으켰다. 종교 측에서는 동성애를 주제로 한 것에 대해 비판했으며 LGBT 측에서는 양성매념을 이용하는 페리를 비판했다. 대부분의 사람들은 페리의 부모님은 페리의 음악과 경력을 반대할 것이라고 추측했지만, 페리는 MTV와의 인터뷰에서 자신의 성공으로 전혀 문제가 되지 않는다고 말했다. 2008년 12월에는 예전부터 사귀어왔던 트래비 매코이와 결별한 뒤, 카메오로 출연한 《컴백 록스타》 도중 미래의 남편이 되는 러셀 브랜드와 처음으로 마주쳤다. 촬영을 하기는 했으나, 막상 《컴백 록스타》가 개봉되고 나서 페리의 장면이 포함되지 않았다. 9월에 열린 2009 MTV 비디오 뮤직 어워드 이후 페리와 브랜드는 본격적인 연인 관계로 발전했다. 둘은 2009년 12월 31일 인도 라자스탄에서 약혼을 했다.

### 2010–12: Teenage Dream
페리는 사이먼 코웰, 셰릴 콜, 루이스 월시와 함께 더블린에서 열린 영국의 텔레비전 프로그램 The X Factor 일곱 번째 시리즈 게스트 심사위원으로 2010년 6월 28일 출연했다. 페리는 새 정규 앨범 발매에 앞서 2010년 5월 29일 스눕 독이 피처링으로 참여한 첫 번째 싱글 "California Gurls"을 발매했고, 빌보드 핫 100에서 6주 연속 1위를 했다. 이 노래는 캐피탈 레코드 역사상 1967년 발매된 바비 젠트리의 "Ode to Billie Joe" 이후 가장 빨리 상승한 곡으로 기록되었다. 또한 미국 방송에서 총 11,816회가 방송되며 17년만에 빌보드 사상 가장 많이 나온 노래라는 기록을 세웠다. 7월에는 두 번째 싱글 "Teenage Dream"을 발매했고, 빌보드 핫 100에서 2주 연속 1위를 했다. 그리고 2010년 8월 24일 북미와 8월 30일 전 세계에 페리의 두 번째 정규 앨범 Teenage Dream이 발매되었다. 앨범은 솜사탕이라는 컨셉에 맞춰 디지팩으로 된 디럭스 에디션의 표지에서 솜사탕 향기가 나도록 제작되었다. Teenage Dream은 발매 첫 주 192,000만 장을 팔아 빌보드 200 1위로 데뷔했다. 이후 미국에서 200만 장 이상의 판매량를 올려 미국 음반 산업 협회로부터 더블 플래티넘 인증을 받았다. 미국 이외에 캐나다, 뉴질랜드, 영국 등지에서 정상을 차지했고, 뉴질랜드와 영국에서는 트리플 플래티넘 인증을 받았다. 10월에는 세 번째 싱글 "Firework"를 발매했고, 빌보드 핫 100 4주 1위를 하며 여자 가수로는 11년만에 한 앨범에서 3장의 싱글을 연속으로 1위에 올린 열 번째 아티스트가 되었다.

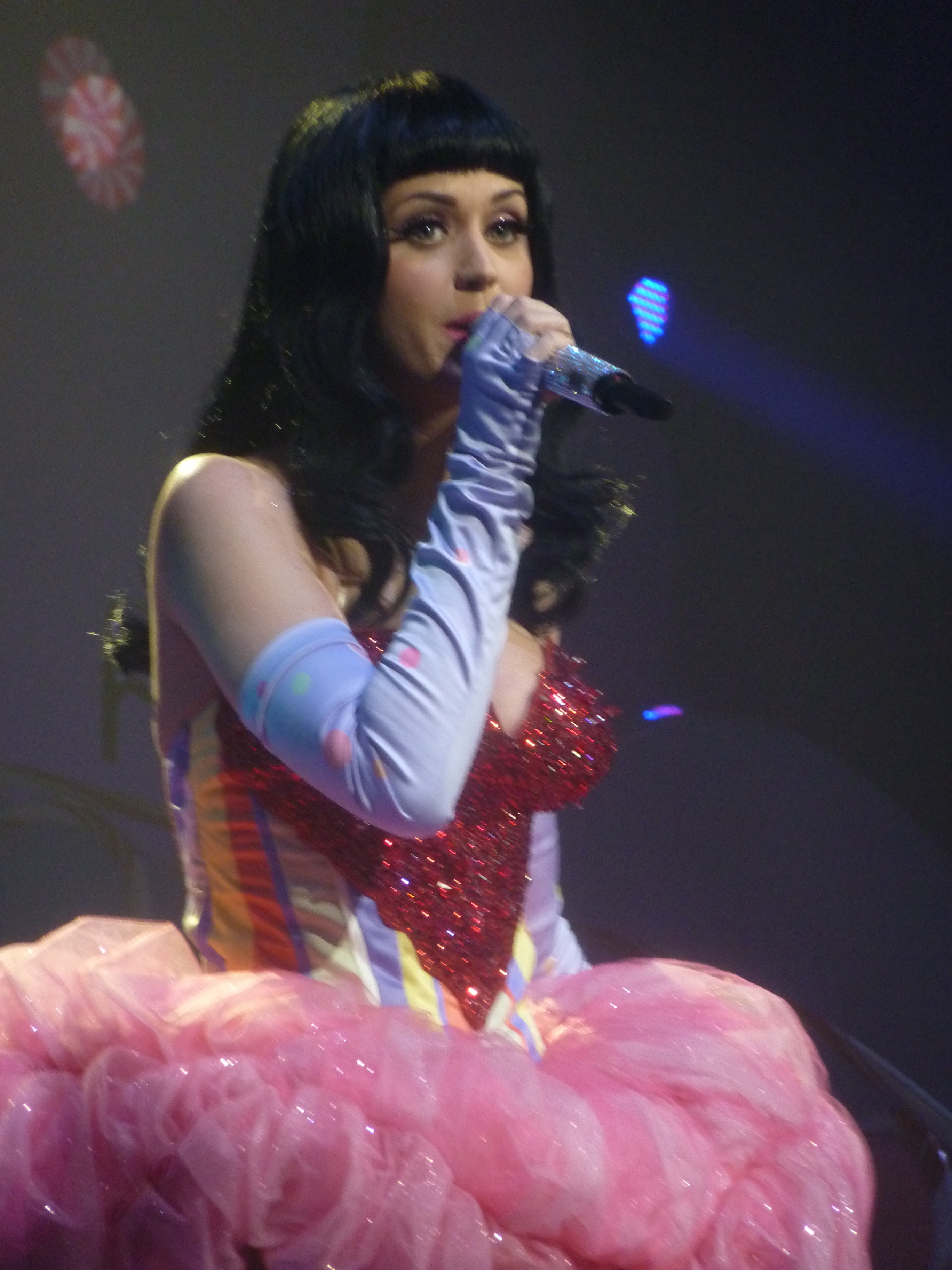
2011년 3월 8일 파리에서 열린 California Dreams Tour에서 공연 중인 페리.

2011년 2월 13일 페리는 제53회 그래미 상에서 올해의 앨범을 포함한 네 부문의 후보로 올랐지만 수상은 못했다. 같은 달 카니예 웨스트가 피처링으로 참여한 네 번째 싱글 "E.T."를 발매해 5주 동안 1위를 했다. 또한 2011년 5월 12일자 빌보드 핫 100 차트에서 페리는 핫 100 차트 역사상 처음으로 52주 연속 10위권 안에 머무는 기록을 세웠다. 2011년 6월에는 다섯 번째 싱글 "Last Friday Night (T.G.I.F.)"를 발매했으며, 미국의 래퍼 미시 엘리엇이 참여한 리믹스 버전은 8월에 공개했다. 이 싱글은 빌보드 핫 100 2011년 8월 17일자에 1위에 오르며 여자 가수로는 최초이자 전체에서는 두 번째로, 마이클 잭슨의 Bad 이후 20년 만에 한 앨범에서 5장의 싱글이 연속으로 1위를 차지하는 기록을 세웠다. 또한 앞의 기록과 마찬가지로 빌보드 팝 송 에어플레이 차트에서 최초로 다섯 번 연속 1위에 올랐다. 2011년 10월에는 여섯 번째 싱글 "The One That Got Away"를 발매했다. 이 노래는 핫 100 차트 3위까지 올랐고, Teenage Dream은 한 앨범에서 6장의 싱글이 모두 5위권에 진입한 역사상 세 번째 앨범이 되었다. 어덜트 팝 송 차트에서도 1위를 하며 여섯 번 연속 1위("Hot N Cold", "California Gurls", "Teenage Dream", "Firework", "Last Friday Night (T.G.I.F.), "The One That Got Away")를 하며 다섯 번 1위를 했던 핑크와 니켈백을 제치고 신기록을 세웠다. 페리는 이 노래를 빌보드 핫 100 1위를 위해 B.o.B가 피처링으로 참여한 리믹스 버전을 공개하고, 2012년 1월에는 어쿠스틱 버전을 공개하는 등 많은 노력을 했지만 실패했다. 페리는 2011년 2월 20일부터 2012년 1월 22일까지 유럽, 오스트레일리아, 아시아, 아메리카 대륙에서 총 124회 공연을 펼치는 콘서트 투어 California Dreams Tour를 진행했고, 세계적으로 총 6,000만 달러의 수익을 거뒀다. 페리는 2010년 11월 "퍼르"라는 자신의 첫 향수를 론칭했다. 이 향수는 고양이 모양의 병에 담겨 있으며, 노드스트롬에 출시되었다. 2011년 11월에는 트위터를 통해 자신의 두 번째 향수 "미아우"를 출시한다고 밝혔다.
2011년 7월 페리는 3D 패밀리 영화 《개구쟁이 스머프》에서 스머페트 성우 역할로 영화계에 데뷔했는데, 영화는 세계적으로 557,771,535만 달러의 수익을 남겼다. 페리는 2011년 8월 28일 열린 MTV 비디오 뮤직 어워드에 참석해 "Firework"으로 올해의 비디오, "E.T."로 최우수 콜라보레이션, 최우수 스폐셜 효과의 총 세 부문에서 수상을 했다. 2011년 12월 《포브스》는 "2011년 가장 많은 수익을 올린 여자 가수" 순위를 발표했고, 페리는 4,400만 달러를 벌어들여 레이디 가가(9,000만 달러), 테일러 스위프트(4,500만 달러)에 이어 3위에 올랐다. 2011년 12월 15일에는 "페리는 올 한해 눈부신 활약을 펼쳐 음악적 성공을 거뒀다"며 MTV에서 선정한 올해의 아티스트로 선정되었다. 페리는 2012년 1월 마지막 주에 미국에서 네 곡이나 500만 건의 디지털 판매를 기록한 첫 아티스트가 되었다("Hot N Cold", "California Gurls", "Firework", "E.T."). 2012년 1월 16일 페리는 심즈 3의 확장팩인 "심즈 3: 두근두근 쇼타임"의 홍보를 위해 EA 게임즈에 채용되었다. 이 확장팩은 페리가 직접 참여하기도 했으며, 3월 6일 출시되었다. 2012년 2월 페리는 리패키지 앨범의 첫 싱글 "Part of Me"를 발매했다. "Part of Me"는 빌보드 핫 100 1위로 데뷔해 페리의 7번째 1위 싱글이자 20번째 1위 데뷔 싱글이 되었다. 또한 친구 리한나와 함께 6곡의 노래를 1위에 올려 2010년대에 들어 현재까지 가장 많은 1위 싱글을 배출한 아티스트이다. 2012년 3월 27일에는 두 번째 앨범의 리패지키 앨범인 Teenage Dream: The Complete Confection이 발매되었다. 리패키지 앨범의 리드 싱글 "Part of Me"는 2012년 2월 발매되었고, 빌보드 핫 100 1위에 오르며 페리의 일곱 번째 1위 싱글이자 앨범의 여섯 번째 1위 싱글이 되었다. 2012년 7월 5일에는 자신의 전기 영화이자 콘서트 영화 《케이티 페리: 파트 오브 미》가 파라마운트 픽처스를 통해 개봉되었다.

### 2013–2015: Prism

2013년 NRJ 뮤직 어워드에서 페리.

2012년 11월 페리는 네 번째 정규 앨범 Prism 작업을 시작했다. 《빌보드》와의 인터뷰에서 "내가 다음에 만들고 싶은 음반을 정확히 알고있다. 음반 커버의 색감과 톤, 심지어 다음에 해야 될 투어의 유형까지 알고있다. 내 머릿속에 있는 구상이 실제로 실현된다면 정말 좋을 것이다"이라고 앨범에 대해 말했다. 2012년 6월 《보그》와 인터뷰를 통해 페리의 결혼 생활이 끝남과 동시에 새 앨범에는 "어두운 요소"들이 가득할 것이라고 전했는데, 2013 MTV 비디오 뮤직 어워드 중 자기자신을 반성하는 기간 동안 앨범의 방향이 변경되었다고 말했다. 이어 "나는 엄청난 프리즘(Prismatic)을 느꼈다"고 말하며 여기서 앨범 제목의 영감을 얻었다고 한다. 2013년 8월 10일 앨범의 리드 싱글 〈Roar〉가 발매되었다. MTV 비디오 뮤직 어워드에서 처음 공연을 선보였으며 빌보드 핫 100 1위에 올랐다. 2013년 10월 16일에는 두 번째 싱글 〈Unconditionally〉이 발매되었고, 미국에서 최고 14위까지 올랐다.
《Prism》은 2013년 10월 18일 발매되었고, 빌보드 200 1위로 데뷔했다. 네 달 후 페리는 로스앤젤레스에서 열린 iHeartRadio에서 앨범의 수록곡들을 선보였다. 2013년 12월 17일에는 세 번째 싱글 〈Dark Horse〉가 발매되었고, 미국에서 1위에 오르며 페리의 9번째 1위 싱글이 되었다. 2014년에는 네 번째와 다섯 번째 싱글 〈Birthday〉와 〈This Is How We Do〉가 발매되었다. 이 싱글들은 빌보드 핫 100 25위권에 진입했다. 2014년 2월 존 메이어와 헤이지기 전 그의 앨범 《Paradise Valley》의 수록곡 〈Who You Love〉라는 노래를 녹음해 뒀었는데, 이 노래는 2013년 8월 12일 발매되었다. 2014년 5월부터는 페리의 세 번째 월드 투어 Prismatic World Tour를 시작해 2015년 10월 끝냈다. 2015년 9월 27일에는 2015 록 인 리오 페스티벌에 참여해 공연을 펼쳤다.
2014년 11월 23일 내셔널 풋볼 리그에서는 2015년 2월 1일 열리는 슈퍼볼 XLIX 히프타임 쇼에 페리가 출연할 것이라고 발표했다. 레니 크라비츠와 미시 엘리엇은 쇼의 스페셜 게스트로 함께 출연했다. 페리의 공연은 미국에서 1억 1,850만 명의 시청자들이 지켜봤고 슈퍼볼 역사상 가장 높은 시청률이라는 기록으로 기네스북에 올랐다. 풋볼 경기는 1억 1,440만 명의 시청자를 기록해 경기보다도 페리의 쇼가 더 높은 시청률을 기록했다.
음악적 활동 외에도 페리는 2013년 7월 31일 개봉한 《스머프 2》에서 스머페트 역으로 출연했다. 이전 시리즈와 마찬가지로 상업적으로는 성공했지만, 평론가들에게는 혹평을 받았다. 2014년 3월 《Kroll Show》의 〈Blisteritos Presents Dad Academy Graduation Congraduritos Red Carpet Viewing Party〉편에 본인 역으로 특별 출연했다. 2013년 8월에는 화장품 회사 코티를 통해 세 번째 향수 킬러 퀸을월에는 마돈나의 〈Bitch I'm Madonna〉 뮤직비디오에 카메오로 출연했다. 9월에는 슈퍼 볼 당시 공연 실황을 담은 다큐멘터리 《Katy Perry: Making of the Pepsi Super Bowl Halftime Show》가 방영되었고, 디자이너 제레미 스콧의 생애와 경력을 다룬 《제레미 스캇: 더 피플스 디자이너》에 잠시 출연했다. 2015년 12월에는 페리 자신을 본 따 만든 캐릭 출시했다. 2014년 1월 마돈나의 표현의 자유 프로젝트 계획에 게스트 큐레이터로 참여했다. 2015년 3월에는 전 남편 러셀 브랜드의 다큐멘터리 《브랜드: 어 세컨드 커밍》에 출연했고, 방송사 에픽을 통해 자신의 콘서트 실황을 담은 《'Katy Perry: The Prismatic World Tour》라는 제목의 콘서트 영화가 방영되었다. 같은 해 6터의 도움을 받아 유명한 음악가로 키우는 모바일 앱 《케이티 페리 팝》이 글루 모바일을 통해 출시되었다. 페리는 "당신의 음악적 꿈을 위한 가장 재미있고 화려한 세계로 안내할 것"이라고 소개했다. 이후 2016년 2월 개봉한 《쥬랜더 리턴즈》에서 본인 역으로 출연했다.

### 2016–2018: Witness, 아메리칸 아이돌
2016년 5월, 페리는 자신이 새로운 음악 작업을 하고 있음을 밝혔다. 2016년 7월 14일, 새 싱글 〈rise〉를 발매하였다. 이 싱글은 2016년 하계 올림픽을 위한 것으로, NBC 방송의 리우 올림픽 중계에서 사용하기로 하였다. 페리는 "이제 세계는 그 어느 때 보다 단결할 필요가 있기 때문에" 음반을 위해 남겨두지 않고 싱글로 발표하였다고 했다. NBC는 노래에 담긴 메시지가 "올림픽 정신과 선수들에게 직접적으로 전해졌다"고 보도했다. 노래는 호주에서 1위에, 미국에서 11위에 올랐다. 8월, 페리는 "연결하고, 관련있고, 고무시키는" 음악을 만들기를 열망한다고 말했다. 또 라이언 시크레스트에게는 다섯 번째 음반을 "서두르고 싶지 않다"고 전했다. 그녀는 "그냥 즐기고 있지만, 여러 프로듀서, 여러 합작자, 여러 스타일과 함께 실험 및 시도하고 있다"고 덧붙였다.
2017년 2월 10일, 페리는 스킵 말리를 주인공으로 한 앨범의 리드 싱글 〈Chain to the Rhythm〉을 발매했다. 노래는 헝가리에서 1위, 미국에서 4위에 올랐다. 또한 이 노래는 Spotify에서 24시간 이내에 300만 번 이상 스트리밍되었으며, 이는 여성 아티스트가 싱글 트랙에서 최초로 스트리밍한 음악 스트리밍 서비스의 기록을 깼다. 그 해 4월에는 미고스가 참여한 이 앨범의 두 번째 싱글인 〈Bon Appétit〉가 발매되었다. 같은 해 5월에는 니키 미나즈가 참여한 〈Swish Swish〉가 출시되었다. 이들 싱글은 각각 미국에서 59위와 46위로 정점을 찍었고, 캐나다에서 상위 15위에 올랐다.
2017년 6월 9일에는 《Witness》라고 명명된 음반을 발표했다. 이 음반은 미국에서 엇갈린 평가를 받으면서 1위로 데뷔했다. 페리는 음반 발매와 함께 4일 동안에 걸쳐 유튜브를 통해 《Katy Perry Live: Witness World Wide》라는 제목의 라이브 스트림을 진행했는데 6월 12일에 열린 라이브 콘서트로 끝을 맺었다. 라이브 스트림은 190개국에서 4,900만 건 이상의 조회 수를 기록했다. 그는 2017년 9월에 시작해서 2018년 8월에 끝난 Witness: The Tour를 진행했다. 2017년 6월 15일에는 캘빈 해리스가 자신의 음반인 《Funk Wav Bounces Vol. 1》에 수록된 노래 〈Feels〉를 발표했는데, 이 노래에는 페리, 빅 숀, 패럴 윌리엄스가 참여했다. 이 노래는 영국에서 1위를 차지했다.
페리는 이어서 2018년 11월 2일에 출시된 뮤지컬 《디어 에반 핸슨》에 등장한 노래 〈Waving Through a Window〉에서 커버 녹음을 담당했다. 이 공연의 창작자였던 벤저민 파섹과 저스틴 폴은 페리에게 뮤지컬의 전국 투어를 홍보하고 정신 건강에 대한 인식을 높이기 위해 이 노래를 커버해 줄 것을 요청했었다고 한다. 그 달 말에 페리는 《Cozy Little Christmas》를 발매했다. 그는 또한 비디오 게임 《파이널 판타지 브레이브 엑스비어스》에 수록된 〈Immortal Flame〉을 녹음했는데, 해당 게임에는 그를 모델로 한 플레이어 캐릭터가 등장한다.
페리는 음반 녹음 이외에도 2016년 2월에 개봉된 영화 《쥬랜더 리턴즈》에 직접 출연했다. 2017년 2월에는 "케이티 페리 컬렉션"(Katy Perry Collections)이라고 명명한 신발 브랜드를 출시했다. 그의 이름을 딴 신발은 그가 운영한 웹사이트인 케이티 페리 컬렉션 이외에도 딜라드와 월마트와 같은 소매점에서 구입할 수 있었다. 2017년 8월에는 2017 MTV 비디오 뮤직 어워드를 주최했다. 페리는 2018년 3월에 부활한 ABC의 《아메리칸 아이돌》에서 심사위원으로 참여하기 위한 계약을 체결하면서 2,500만 미국 달러의 연봉을 받았다. 페리는 2016년 초반부터 올랜도 블룸과 연애했고, 2019년 2월 14일에 약혼했다.

### 2019–현재: Smile

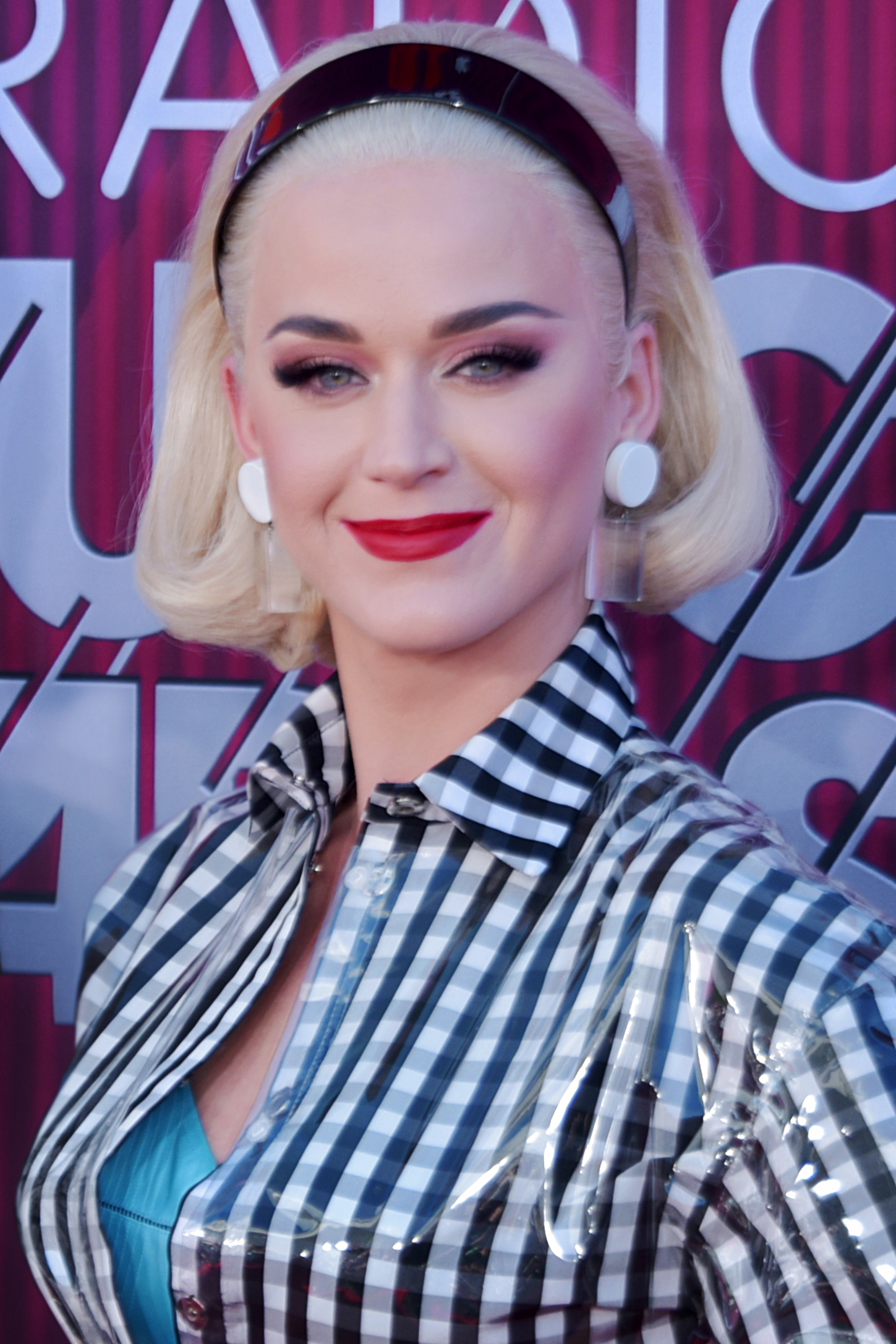
2019년 아이하트라디오 뮤직 어워드에서 페리.

페리는 제61회 그래미 어워드 시상식에서 돌리 파턴, 케이시 머스그레이브스와 함께 파턴에 대한 헌정 차원에서 《Here You Come Again》을 공연했다. 4일 뒤에는 제드와 함께 《365》의 노래를 발표했다. 같은 해 4월에는 스노가 피처링한 대디 양키의 노래 〈Con Calma〉의 제작에 참여했다. 5월 31일에는 〈Never Really Over〉, 8월 9일에는 〈Small Talk〉, 10월 16일에는 〈Harleys in Hawaii〉가 각각 출시되었다.
페리는 2019년 6월에 테일러 스위프트의 노래 《You Need to Calm Dow》의 뮤직비디오에 출연했다. 같은 해 7월에는 캘리포니아주의 한 배심원이 케이티 페리의 노래 《Dark Horse》가 플레임이 2008년에 발표한 노래 《Joyful Noise》를 허락 없이 사용했다며 저작권 소송을 제기했다. 법원은 1주일 동안에 걸친 재판 끝에 판결을 내렸는데, 그 판결은 나중에 뒤집혔다. 최초 평결 이후에 배심원단은 페리에게 55만 미국 달러를 지급하라고 명령했다. 같은 해 8월에는 《Teenage Dream》 뮤직비디오에서 페리와 함께 공동 주연을 맡은 조시 클로스는 페리를 성적인 위법 행위로 고발했다. 클로스는 인스타그램 게시물을 통해 페리가 스케이트장에서 파티를 하던 동안에 자신의 스웨터 바지와 속옷을 내려 자신의 남자친구에게 자신의 음경을 노출시켰다고 주장했다. 클로스는 또한 페리의 경영진이 그가 가수와 함께 했던 시간에 대해 말하는 것을 막았다고 썼다. 이에 대해 페리는 그러한 주장을 부인했다.
페리는 2020년 3월에 싱글 《Never Worn White》를 발매한 다음에 뮤직비디오를 통해 첫 아이를 임신했다고 밝혔다. 2020년 5월 15일에는 6집 음반의 리드 싱글인 《Daisies》를 발매했다. 2개월 뒤에는 2번째 싱글 음반인 《Smile》가 발매되었다. 2020년 8월 28일에는 음반 《Smile》이 발매되었다. 페리는 이 음반이 출시되기 2일 전에 데이지 도브 블룸이라는 딸을 출산했다. 이 음반은 엇갈린 평가를 받았고, 미국에서 5위로 데뷔했다.
2020년 12월 18일에는 배우이자 싱어송라이터인 주이 데샤넬이 페리를 흉내낸 뮤직비디오와 함께 싱글 《Not the End of the World》, EP 《Cosmic Energy》를 출시했다.

## 음악가적 기교

### 영향
페리의 경력 초기 음악 스타일은 가스펠로 향했고, 이에 따라 가스펠 가수 에이미 그랜트와 같은 성공을 간절히 바랐다. 15살때 퀸의 "Killer Queen"을 들었는데, 음악적 활동을 시작하는데 영감을 준 노래라고 했다. 페리는 퀸의 리드보컬 프레디 머큐리를 예로 들며 "그가 작사하는데 있어 비꼬는 듯한 방식과 "난 신경 안써('I don't give a fuck)"라는 듯한 태도의 결합"은 자신의 음악에 가장 큰 영향을 줬다고 말했다. 또한 자신의 세 번째 향수의 이름으로 킬러 퀸(Killer Queen)으로 정하면서 밴드에 대한 경의를 표했다. 또 다른 음악에 상당히 영향을 준 것으로 비치 보이스의 열한 번째 앨범 Pet Sounds를 꼽으며 "그건 제가 가장 좋아하는 음반 중 하나이며 저의 모든 송라이팅에 있어 영향을 줬습니다. 모든 멜로디의 선택은 모두 이 음반 때문에 하게 됩니다."라고 말했다. 페리는 비틀즈의 The Beatles를 매우 존경한다고 밝히며 "아마도 2년 동안 이것만 쭉 듣고 있었다"라고 말했다.
페리는 앨러니스 모리세트의 Jagged Little Pill이 상당한 음악적 영감을 줬다고 밝혔고, 모리세트 앨범의 공동 작업자 글렌 발라드에게 간 것도 이때문이었다. 페리는 "Jagged Little Pill은 지금까지 만들어진 여성 음반 중 가장 훌륭하다. 이 음반에는 누군가를 위한 노래가 있는데, 나는 모든 노래와 관련 돼 있다. 이 음반은 아직도 시대를 초월해 있다."라고 말했다. 또한 패티 그리핀의 Flaming Red와 조나다 브룩의 10 Cent Wings에서 영향을 받았다. 페리는 전기 다큐멘터리 영화 《케이티 페리: 파트 오브 미》를 통해 《Madonna: Truth or Dare》에서 큰 영향을 받았다고 말했다. "나는 마돈나처럼 발전하고 싶다"라고 말하며 계속해서 자신을 변화시키는 마돈나의 능력을 칭찬했다. 이 외에 팝 록 가수인 신디 로퍼, 팻 베네타, 조안 제트, 셜리 맨슨과 같은 "복수심이 떠오르는 가수"를 포함해 여자 팝 록 가수들에게서 영향을 받았다.
페리는 자신의 작품에 영감을 준 음악가로 여러 명을 꼽았다. 그웬 스테파니와 뷔욕에게서 영향을 받았다고 말하며 특히 뷔욕의 "언제나 변화를 흔쾌히 하는 마음가짐"을 존경한다고 밝혔다. "Firework"는 잭 케루악의 책 On the Road 중 한 구절에서 영감을 얻었다. 두 번째 콘서트 투어 California Dreams Tour는 《이상한 나라의 앨리스》와 《오즈의 마법사》를 연상하면서 구상했다. 또한 "Dark Horse"는 1996년 영화 《크래프트》에서, 세 번째 정규 앨범 Prism은 에크하르트 톨레의 책 The Power of Now에서 영감을 얻었다고 말했다.

### 음악 스타일 및 테마
"앨범을 녹음하는 중간중간 스스로 의심을 해요. 나는 그냥 운이 좋은 걸까? 아니면 사람들이 내 노래 중 7곡이나 빌보드 차트 1위를 차지할 가치가 있다고 믿도록 여론 조작을 한 걸까? 그러다가 다시 스튜디오로 돌아가 곡을 쓰기 시작해요. 그럼 내 자신이 어떤 사람인지에 대한 자신감이 다시 용솟음쳐요. 그 마음은 항상 내 안에 있고, 누가 어떤 말을 하든 아무도 그것을 빼앗아갈 수 없다는 걸 상기합니다. 그건 제가 태어날 때부터 갖고 있던 것이고, 평생 그것을 지키기 위해 공들여왔으니까요."
페리의 음악은 팝, 록, 디스코가 합쳐진데 반해 Katy Hudson은 가스펠 요소가 들어있다. 이후 발매되는 One of the Boys와 Teenage Dream은 성과 사랑 등의 주제를 다뤘다. One of the Boys는 팝 록 장르의 음반이며, Teenage Dream은 디스코적인 특징을 갖춘 음반이다. 페리의 네 번째 정규 앨범 Prism은 댄스와 팝 장르에서 상당한 영향을 받았다. 가사적인 부분에서는 개인적 관계, 자기 반성, 일상 등을 담았다. 페리의 노래 대부분, 특히 Teenage Dream에서 10대 사이의 사랑을 나타낸다. 잡지 《W》는 앨범의 성적인 부분을 "거부 할 수 없는 중독적인 멜로디"로 대신한다고 말했다. 자신의 능력을 키우는 것은 페리 음악의 공통된 주제이다.
페리는 자신의 프로젝트에 참여하는데, 특히 작곡 과정에 참여한다. 페리는 기타를 칠 수 있기 때문에 가끔씩 기타로 집에서 곡을 만들고 프로듀서에게 제시하기도 한다. 페리는 자신 삶의 특정 순간에서 영감을 얻고 있다. 페리는 비통에 관한 노래를 작곡하는 것이 쉽다고 말했다. One of the Boys 테마의 대부분은 비통, 10대의 모험심, 혐오스러움에 관한 것이라고 밝혔다. 페리의 어머니가 영국의 테블로이드판 《데일리 메일》과 인터뷰한 것에 따르면 자신의 딸의 음악이 싫다고 밝히며 "부끄럽고 혐오스럽다"고 말했다. 이에 대해 페리는 MTV에서 잘못 인용된 거라며 잘못된 정보라고 말했다. 페리의 노래 "Ur So Gay"와 "I Kissed a Girl"은 종교계와 동성애자 모두에게 부정적인 반응을 받았다. 노래들은 각각 동성애 혐오자들과 레즈비언뿐만 아니라 동성애자들을 홍보하는 것으로 분류했다. 음악가 핑크, 캐슬리 한나, 베스 디토는 LGBT 커뮤니티를 모욕하는 행위라고 하면서 비난했다. MTV는 페리가 앨범을 판매하기 위해 "양성매념"을 이용했다고 언급하면서 비난했다. 페리는 "Ur So Gay"를 둘러싼 논쟁에 대해 다음과 같이 대답했다: "이 노래에 부정적인 내용을 내포하진 않았다. 가사에서 게이에 대해 언급하고 있지만, 실제로는 아니다. 난 정말 그런 식으로 보는 것이 이해가 안 된다. 실제로는 내 옛 남자 친구에 관한 이야기이다." 페리는 작곡가로도 활동하는데, 애슐리 티스데일("Time's Up"), 셀레나 고메즈("Rock God", "That's More Like It"), 켈리 클라크슨("Long Shot", "I Do Not Hook Up"), 제시카 심슨("Bullet", "Girl Next Door"), 레슬리 로이("Slow Goodbye"), 이기 아잘리아("Black Widow")와 같은 가수들에게 곡을 써줬다.
페리는 콘트랄토 보컬 범위를 가지고 있다. 페리의 가창력은 칭찬과 비판 모두 받고 있다. 《가디언》의 베티 클라크는 "파워풀한 목소리는 철저하게 현실에 입각한다"라고 말한 반면, 《롤링 스톤》의 롭 셰필드는 Teenage Dream 시기 페리의 보컬을 "스타카토로 깜박이는 신호를 가공처리 한 것 같다"고 표현했다. 《musicOMH》의 대런 하비는 One of the Boys 시기 페리의 보컬에서 앨러니스 모리세트의 "가운데 음절에서 옥타브가 변하는 활기찬 목소리"와 같은 특징을 느꼈다고 썼다. 《NME》의 앨릭스 밀러는 One of the Boys에서 "페리의 문제점은 목소리"임을 느꼈다고 리뷰했다. 이와 반대로 《데일리 텔레그래프》의 버나뎃 맥널티는 Prism 콘서트 홍보 리뷰에서 "rock chick voice"라며 칭찬했다.

## 대중적 이미지

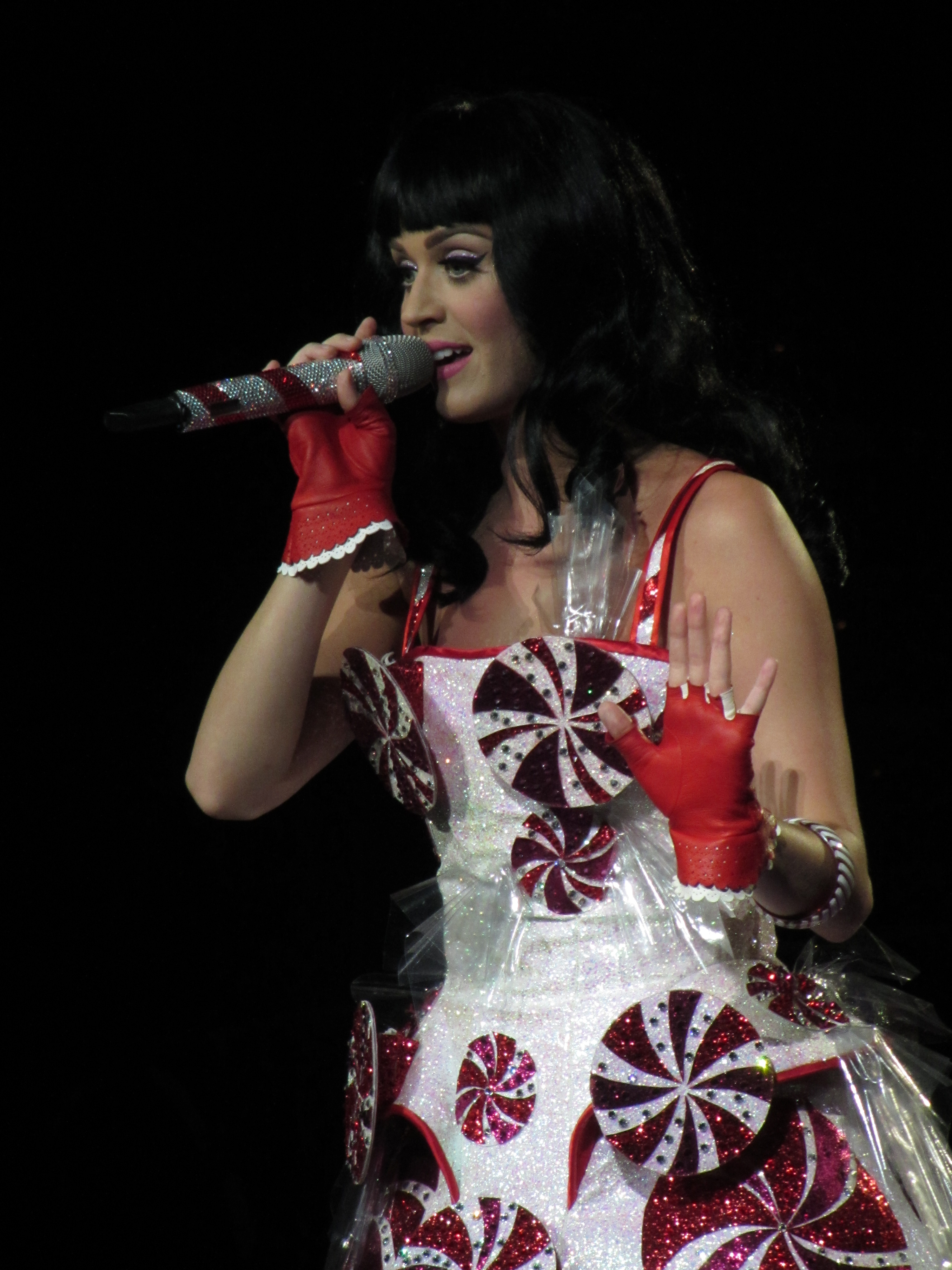
페리의 트레이드마크인 페퍼민트 소용돌이 드레스

페리는 섹스 심볼로 불리고 있는데, 《GQ》에서는 "모든 남성들의 이상형"이라고 말했다. 반면 《엘르》에서는 페리의 몸매를 두고 "10대 소년들에게는 위험할지도 모른다"라고 말했다. 《바이스》에서는 "중대한 팝스타/여성/섹스 심볼"이라고 설명했다. 페리는 2010년 남성 잡지 《맥심》에서 뽑은 "세계에서 가장 섹시한 여성 100인"에서 1위로 뽑혔다. 편집장 조 레비는 "케이티 페리는 3배, 아니 4배 이상 섹시하다. 재미있기까지 하다"고 전했다. 《맨즈헬스》의 "2013년 가장 섹시한 여성"으로도 선정되었다. 2010년 11월 《하퍼스 바자》에서 페리는 자신의 피지컬에 만족하며 자랑스럽게 생각한다고 말했다.
페리의 패션은 유머스럼, 밝은 색상, 음식을 주제로 한 컨셉을 합친 것이다. 페퍼민트 소용돌이 드레스는 이러한 패션의 대표적인 예이며, 페리의 트레이드마크이다. 《보그》에서는 "일정한 영역에서 터무니없고 지나친 선은 정확하게 피한다"고 말한 반면, 《글래머》에서는 "괴상함의 여왕"이라고 말했다. 2009년 2월 페리는 《세븐틴》에서 자신의 패션 스타일을 "서로 다른 생각들을 약간 합쳤을 뿐이다"라며 의상으로부터 오는 유머스러함을 즐긴다고 말했다. 또한 패션을 위한 다중인격장애를 가지고 있는 것 같다고 말했다. 페리의 스타일 아이콘으로는 그웬 스테파니, 셜리 맨슨, 클로이 세비니, 다프네 기네스, 나탈리 포트만 그리고 캐릭터 롤리타가 있다고 밝혔다.
2013년 11월 페리는 저스틴 비버를 제치고 가장 많은 트위터 팔로워를 보유한 인물이 되었다. 2014년 1월에는 5,000만 명의 팔로워 수를 돌파한 첫 인물이 되었는데, 2015년판 기네스북에 가장 많은 트위터 팔로워를 보유한 인물로 등재되었다. 《포브스》 작가 도로시 포 포머란츠는 "페리는 트위터 사용의 훌륭한 예이다. 자신을 최고의 친구처럼 모두가 느낄 수 있도록 재미있는 사진과 동영상을 공유하며 팬들과 소통하려한다"고 페리의 소셜 미디어 사용에 대해 설명했다. 《빌보드》의 키스 클로필드는 "엄청난 인기를 누리고는 있으나, 케이티캣(팬클럽)과의 진심 어린 소통은 거의 없는 연예인이다"라고 말했다.

## 정치적 성향
페리는 LGBT 인권을 위한 활동을 해왔다. 《Firework》 뮤직비디오를 LGBT 캠페인에 헌정하였다. 2016년 올랜도 나이트클럽 총기 난사 사건이 발생하자, 빌보드를 통하여 페리는 약 200여명의 음악인들과 함께 의회에 총기 규제를 요구하는 공개서한에 서명하였다.
2012년 미국 대통령 선거에서 민주당 (미국)의 버락 오바마 후보의 선거 유세장에서 무대를 선보였으며, 버락 오바마 대통령 취임식에 참여하였다. 2016년 미국 대통령 선거에서 민주당 (미국)의 힐러리 클린턴 후보를 지지한다고 밝혔으며, 2016 민주당 전당 대회에 참석하여 무대를 가졌다.

## 사생활
페리는 지금까지 맷 티상, 트래비 매코이, 러셀 브랜드, 존 메이어 네 남자와 연애를 했다. 페리는 릴라이언트 케이의 리더인 맷 티상과 몇 년 동안 사귀었다. 두 사람은 페리의 앨범 Teenage Dream 작업을 함께했고, 뿐만 아니라 켈리 클라크슨의 2009년 앨범 All I Ever Wanted에서도 함께 작업했다.(Kelly clarkson "All I EVER WANTED" - Long shot) 이후 페리는 뉴욕의 녹음 스튜디오에서 짐 클래스 히어로즈의 리더 트래비 맥코이와 만났다. 그러나, 2008년 12월 둘은 헤어졌다.
페리는 2008년 여름, 영화 《겟 힘 투 더 그릭》에 카메오로 촬영 당시 영국의 코미디언 러셀 브랜드를 처음 만났다. 페리와 브랜드는 2009년 9월 열린 2009 MTV 비디오 뮤직 어워드 이후 본격적으로 만나기 시작했다. 당시 어워드에서 진행자를 맡았던 브랜드는 "페리는 나와 같은 호텔에서 묵고 있다. 그런데 오늘 페리는 하나도 상을 받지 못했고, 울 어깨가 필요할 것이다. 그러므로 나는 오늘 밤 우승자다"라고 말했다. 2009년 12월 인도에서 휴가를 보내던 둘은 약혼식을 올렸다. 2010년 10월에는 브랜드와 페리 모두 인도 라자스탄 주에서 결혼식을 올리는 것에 동의했으며, 전통 힌두식으로 식을 올렸다. 결혼 14개월 이후, 페리와 브랜드는 성격 차이 때문에 2011년 12월 30일 로스앤젤레스의 재판소에서 이혼 소송을 했다. 이후 재판소에서는 혼전계약서를 작성하지 않았기 때문에 결혼 동안 벌어들인 재산의 반인 2,000만 달러를 브랜드에게 줄 것을 판결했지만, 2012년 2월 7일 최종 이혼서에서 브랜드는 2,000만 달러를 포기했다. 2012년 페리는 자신의 전기 영화 《케이티 페리: 파트 오브 미》를 통해 진짜 이혼 사유는 아이 문제라고 밝혔다. 브랜드는 빨리 아이를 가지길 원했지만, 페리는 이에 대해 반대했기 때문이다.
페리는 리한나와 매우 친한 것으로 알려져있다. 페리가 브랜드와 결혼하기 전 리한나와 함께 처녀 파티를 열었고, 이혼 후에는 리한나가 슬픔을 덜어줬다고 한다. 리한나는 페리에게 "케이티 페리는 제가 제일 좋아하는 뮤지션이고, 음악계에서 제일 좋아하는 사람이에요"라고 말하며 애정을 과시하기도 했다.
페리는 미국과 영국의 이중 시민권을 획득하고 싶다고 밝히며 "내가 해야 할 일들 중 가장 먼저 할 일은 다중 국적을 가지는 것이지만, 시간이 없어서 시험을 보는 것조차 몰랐다. 그러나 영국은 나의 두 번째 고향 같다"고 말했다.

## 업적
페리는 경력 동안 4번의 기네스북 기록, 5번의 아메리칸 뮤직 어워드 수상, 14번의 피플스 초이스 어워드 수상을 포함해 각종 시상식에서 상을 받았다. 2012년 9월에는 《빌보드》의 "2012년 올해의 여성"으로 선정되었다. 2010년 5월부터 2011년 9월까지, 69주 연속 빌보드 핫 100 10위권에 진입해 있으면서 새로운 기록을 세웠다. 《Teenage Dream》에서 싱글 5장이 연속으로 1위에 오르며 페리는 빌보드 핫 100 역사상 이 기록을 세운 최초의 여성 음악가가 되었으며, 마이클 잭슨의 《Bad》 이후 20여 년 만에 이뤄냈다. 가장 최근 1위에 오른 〈Dark Horse〉까지 페리는 빌보드 핫 100에 총 9곡을 정상에 올렸다. 2015년 6월 〈Dark Horse〉의 뮤직비디오 조회수가 10억 건을 돌파하면서 여자 음악가로는 최초로 10억 건 이상의 조회수를 기록한 뮤직비디오를 보유하게 되었다. 다음 달 〈Roar〉의 뮤직비디오도 10억 건이 넘는 조회수를 기록하면서 10억 건 이상의 뮤직비디오를 두 개 보유한 첫 음악가가 되었다.
페리는 국제음반산업협회 (IFPI)의 2013년 최고의 글로벌 여자 음악가로 선정되었다. 미국음반산업협회 (RIAA)에 따르면 온디멘트 스트리밍을 포함한 8,350만 건의 디지털 싱글 판매량 인증을 받아 미국에서 세 번째로 많은 디지털 싱글 판매량을 기록하고 있는 음악가이다. 페리의 노래 〈Firework〉, 〈E.T.〉, 〈California Gurls〉, 〈Hot n Cold〉, 〈Roar〉, 〈Dark Horse〉는 모두 500만 이상의 판매량을 기록했다. 2013년 11월을 기준으로 페리는 세계적으로 1,100만 장의 앨범 판매량과 8,100만 건의 싱글 판매량을 기록하고 있다.

## 음반 목록
- 《Katy Hudson》 (2001)
- 《One of the Boys》 (2008)
- 《Teenage Dream》 (2010)
- 《Prism》 (2013)
- 《Witness》 (2017)
- 《Smile》 (2020)
- 《143》 (2024)

## 투어
- Hello Katy Tour (2009)
- California Dreams Tour (2011–2012)
- Prismatic World Tour (2014–2015)
- Witness: The Tour (2017–2018)

## 같이 보기
- 가장 많은 음반을 판 음악가 목록